# 敬侯 (趙)
敬侯（けいこう、? - 紀元前375年）は、戦国時代の趙の君主。名は章。子に成侯。

## 生涯
列侯の子。紀元前387年、叔父の武公が死去すると、敬侯は趙の国人の支持を得て即位した。紀元前386年、武公の子の趙朝が反乱を起こしたが、趙朝は敗れて魏に亡命した。敬侯は邯鄲（現在の河北省邯鄲市）に都を置いた。
紀元前385年、斉軍を霊丘で破った。紀元前384年、斉が魏を攻撃すると、敬侯は魏軍を救援するために出兵し、廩丘で斉軍を撃破した。紀元前383年、魏軍に兎台で敗れた。剛平に築城して衛に侵攻する準備をした。紀元前382年、斉と魏の軍が衛のために趙に進攻し、剛平の城を奪った。紀元前381年、敬侯は楚の兵を借りて魏を攻撃し、棘蒲の城を攻略した。紀元前379年、魏の黄城を攻め落とした。紀元前378年、斉が燕に進攻すると、敬侯は燕の救援のために軍を派遣した。紀元前376年、魏や韓と共同で晋を滅ぼし、その領土を分割した。
紀元前375年に死去した。